# Sulcorebutia canigueralii
Sulcorebutia canigueralii là một loài thực vật có hoa trong họ Cactaceae. Loài này được (Cárdenas) Buining & Donald miêu tả khoa học đầu tiên năm 1965.

## Hình ảnh

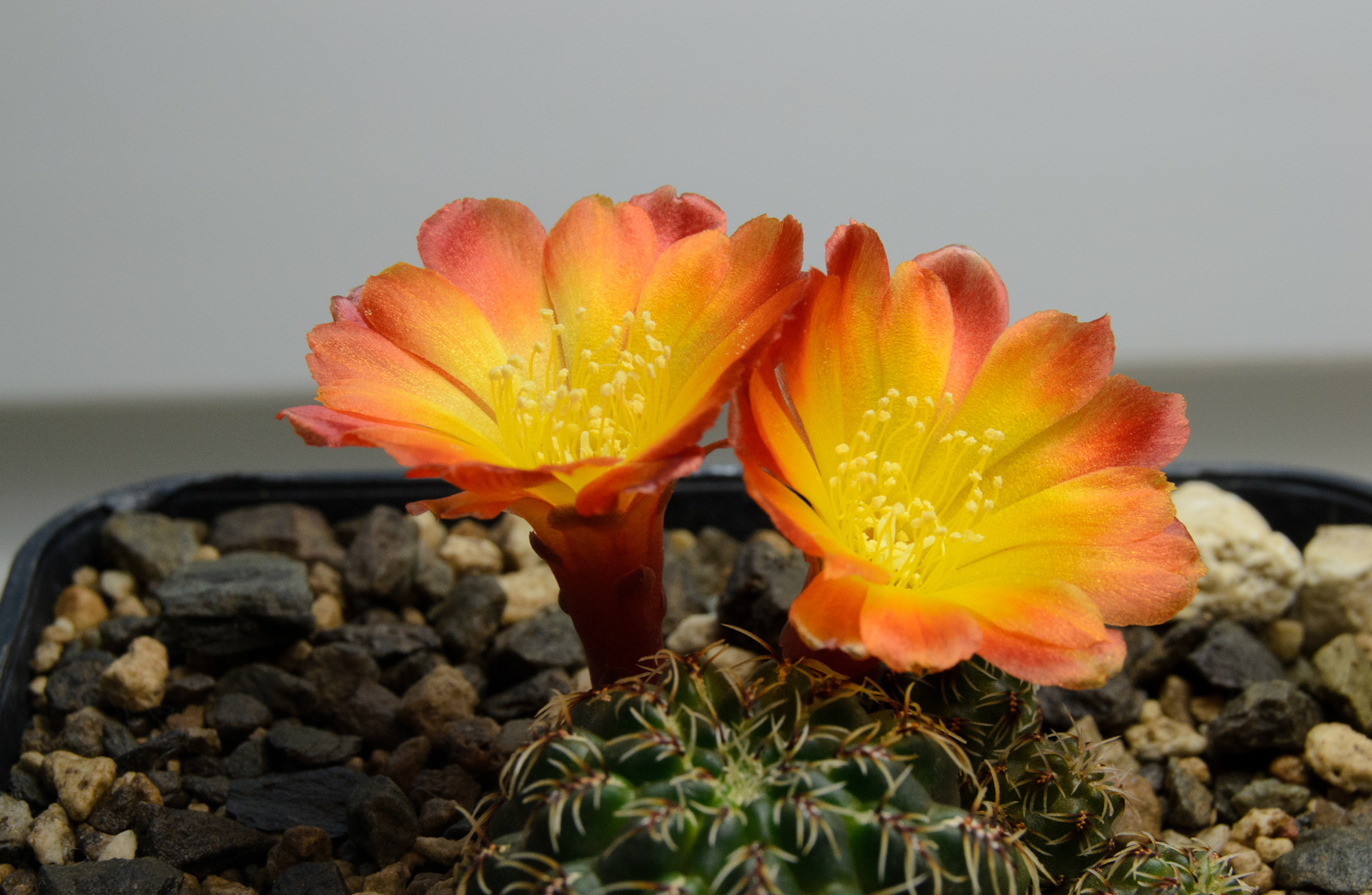
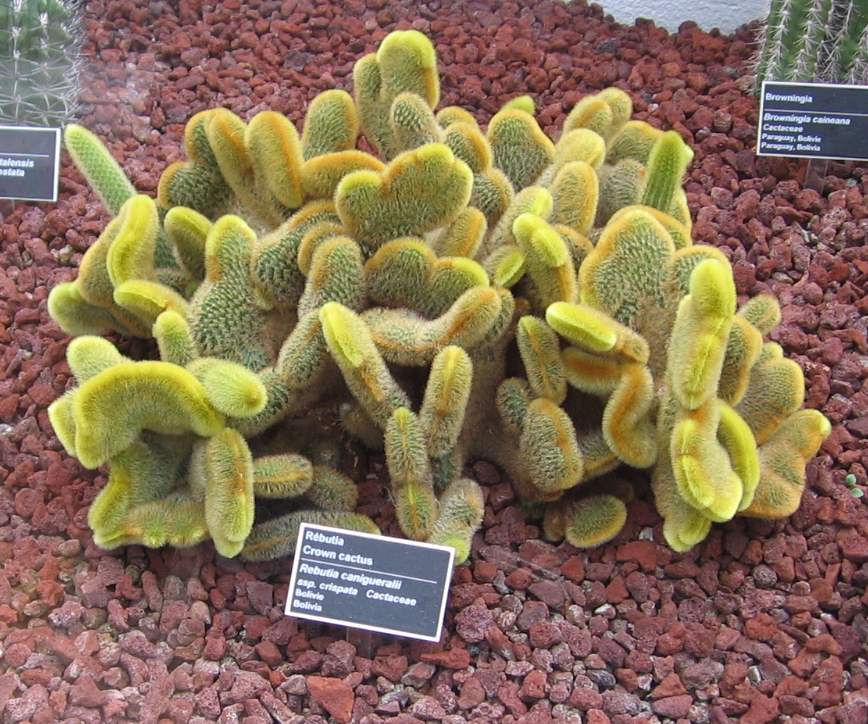
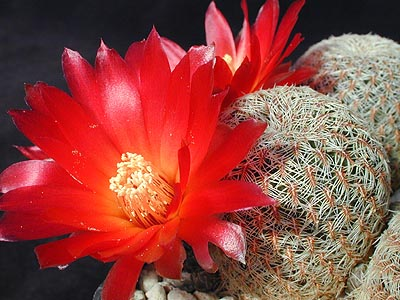
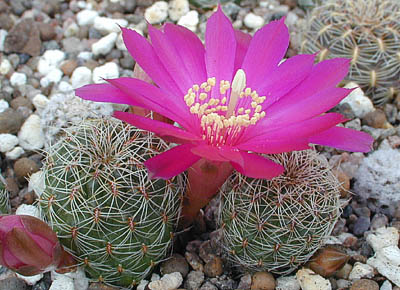